# Prionosternum
Prionosternum là một chi nhện trong họ Lamponidae.